# Napaea sylva
Napaea sylva is een vlindersoort uit de familie van de prachtvlinders (Riodinidae), onderfamilie Riodininae.
Napaea sylva werd in 1877 beschreven door Möschler.